# Parantheopsis cruentata
Parantheopsis cruentata is een zeeanemonensoort uit de familie Actiniidae.
Parantheopsis cruentata is voor het eerst wetenschappelijk beschreven door Couthouy in Dana in 1846.